# Радничко самоуправљање
Радничко самоуправљање (енглески: Workers' self-management или француски: Autogestion) је облик радничког одлучивања у подузећима, у којем радници сами бирају и одлучују (око питања као што су брига о корисницима, опште методе производње, планирање, подела рада и слично), уместо власника или традиционалних надзорника који су радницима наређивали шта учинити, како то учинити и где то учинити.
Примери таквог облика самоуправљања појавили су се за време Шпанске револуције (током Шпанског грађанског рата), затим у СФРЈ, потом у Аргентини, као „оздрављене творнице” (шпански: Fabrica recuperada), затим су то биле ЛИП творнице у Француској 1970-их, Мондрагон задруга, која је највећа корпорација у Баскији и АК Прес у Сједињеним Америчким Државама, уз још неке мање примере.
У Аргентини се Покрет за оздрављење творница, јавио као спонтани покушај радника да преузму контролу над творницама у којима су дотада радили, обично би то било након проглашења стечаја, или након насилне окупације творница да се избегне гашење и ликвидација творнице. Шпански глагол recuperar не значи само вратити, узети назад или повратити, већ и вратити назад у добром стању – оздравити. Из почетка се овај аргентински облик радничког самоуправљања односио искључиво на индустријска постројења, потом се почео ширити и на остала подузећа нпр. Хотел Бауен у Буенос Аиресу.
Радничко самоуправљање је врло чест модел одлучивања који се користи у оним деловима економског система где постоји заједничка имовина као што су радничке задруге, радничка већа, партиципативна економија (радничко деоничарство), и слични аранжмани у подузећу, где се ради без власника (газде). Доношење одлука се не односи на консултирање свих запослених за било који мали проблем, јер би то било дуготрајно и неефикасно. Примери из досадашње праксе, показују да се само велике одлуке доносе од стране свих запослених током састанака Радничког већа, док мале одлуке доносе они које су радници овластили да их проводе и врше координацију с осталима и следе генералне црте договореног.

## Етимологија
Француска социолошкиња Мари-Женевјер Дезе пише да је већ 1951. године, непосредно након успостављања самоуправљања у Југославији, овај појам аутогестион ушао у политички дискурс у Француској као „превод речи која је коришћена у Југославији да опише социјалистичку праксу нове врсте”, која је заснована на „колективном одлучивању одоздо на горе, друштвеном власништву над средствима за производњу, демократском планирању, федералној децентрализацији и де-концентрацији на политичком, економском и културном нивоу”. Појам autogestion је из француског ушао у шпански са малом разликом у нагласку, као autogestión.

## Теорија радничког самоуправљања
Радничко самоуправљање је први теоретски обрадио и изнео на светло дана као могућност француски филозоф и анархиста Пјер Жозеф Прудон у првој половини 19. века. Затим је то постао главни циљ неких синдикалних организација, посебно револуционарних синдикалних организација крајем 19. века у Француској и Цеховског социјализма у Великој Британији почетком 20. века. Оба покрета урушила су се раних 1920-их година. Француски синдикат ЦФДТ (Confédération Française Démocratique du Travail) укључио је Радничко самоуправљање у свој програм 1970. године, али га је касније напустио. Филозофију и предности радничког самоуправљања је пропагирао амерички синдикат Industrial Workers of the World (ИWW), од свог оснивања 1905. године.

## Историја радничког самоуправљања
Један важан експеримент са радничким самоуправљањем догодио се током Шпанског грађанског рата од 1936. до 1939. године.
На врхунцу Хладног рата 1950-их, Титова Југославија заговарала је социјалистичку верзију радничког самоуправљања (самоуправни социјализам), што је довело до раскида са Совјетским Савезом, која је насупрот томе практиковала централно планирање и државно власништво над индустријом и привредом. Привреда Југославије била је организована у складу са идејним смерницама Тита, и теоретским и практичким разрадама Едварда Кардеља. Велики допринос теорији и пракси радничког самоуправљања дао је и хрватски економиста Бранко Хорват. Уз изузетак кризе која је избила средином 1960-их, привреда земље је била у сталној узлазној линији за време Титовог радничког самоуправљања (1952–1980). Незапосленост је била релативно ниска, образовна структура радништва и становништва стално се побољшавала. Очекивана животна доб (тад је била око 72 године) и животни стандард грађанина Југославије био је готово једнак животном веку и животном стандарду грађанина „западних” капиталистичких земаља попут Италије, Француске и Сједињених Америчких Држава.
Због тадашње декларисане југословенске неутралности и водеће улоге у Покрету несврстаних, југословенска подузећа трговала су отворено и са западним и источним земљама. У Африци, Азији и нешто мање у Европи тадашња југословенска самоуправна подузећа градила су велике инфраструктурне и индустријске објекте.
Врхунац самоуправног концепта друштва биле су уставне промене из 1974. године. Од тада је самоуправљање постало модел управљања целим друштвом, а самоуправни социјализам идеал којем друштво тежи. Све организације морале су постати самоуправне. Систем је почео да се шири, осниване су врло компликоване и неефикасне Удружене самоуправне интересне заједнице - УСИЗИ, које су требале поново по начелима самоуправљања доносити кључне одлуке за своја интересна подручја. Како се такав модел управљања друштвом ширио, истом брзином се почео и урушавати до коначног слома 1990. године.
Након великих студентских немира и друштвених превирања маја 1968. у Француској, Творница сатова Лип, са седиштем у Безансону, постала је самоуправна 1973. године, након што је управа подузећа донела одлуку о ликвидацији. Искуство Лип-ове творнице постало је симболички друштвени сукоб у пост-шездесетосмашкој Француској. Руководилац синдиката Confédération Française Démocratique du Travail - CFDT Charles Piaget водио је штрајк у којем су радници преузели средства за производњу. Уједињена Социјалистичка странка (ПСУ), у коју су тад били укључени и бивши чланови Радикалне и социјалистичке странке Пјера Мендеса-Франса били су на страни радника и самоуправљања.

## Јужна Америка
У октобру 2005. одржан је у Каракасу, главном граду Венецуеле Сусрет Латиноамеричких преузетих/оздрављених подузећа (Encuentro Latinoamericano de Empresas Recuperadas) на којем су се окупили представници 263 таквих подузећа из различитих земаља Латинске Америке које су пролазиле кроз сличне економске и социјалне ситуације. Састанак је као свој главни резултат донео Договор из Каракаса (Compromiso de Caracas); главне смернице покрета.
Током 1990-их у аргентинској јужној покрајини Неукен, догодио се низ врло кризних и драматичних економских и политичких догађаја, који су на крају довели до побуне грађана. Иако се прво радничко преузимање догодило у једној јединој творници, поступно су из већине подузећа у покрајини истерани њихови власници, тако да су до 2005. године радници контролисали већину творница.
На врхунцу економске кризе 2001. године, око 200 аргентинских подузећа су преузели/оздравили њихови радници и претворили у задруге. Најупечатљиви примери су; Творница Брукман, Хотел Бауен и ФаСинПат (раније познат као Занон) тако да је 2005 године, око 15.000 аргентинских радника управљало и радило у оздрављеним творницама.
Феномен fabricas recuperadas (оздрављених/преузетих творница) није нов у Аргентини. Само је то потпуно затрто и угушено као и било који облик социјалног покрета за време Хорхе Рафаела Виделе 1970. године (владавина хунте). Као револт на то дуго затирање, већ за неколико првих месеци (мај-јули 1973) владавине умереног левичара перонисте Хектора Кампоре, збило око 600 социјалних сукоба, штрајкова и заузимања творница.
Многе преузете/оздрављене творнице делују као задруге и сви радници примају исту плату. Важне одлуке које се односе на управљање подузећем, доносе се на зборовима свих радника гласањем, а не донесе их професионални менаџери.
Профилација тих преузетих/оздрављених подузећа и творница, довела је до формирања покрета оздрављених творница, који је ступио у блиске везе с различитим политичким мрежама, у којима су социјалисти, перонисти, анархисти и комунисти. Организацијски су се издвојиле две велике федерације оздрављених подузећа, већа левичарска Movimiento Nacional de Empresas Recuperadas - MNER (Национални покрет оздрављених подузећа) и мања Movimiento Nacional de Fabricas Recuperadas - MNFR (Национални покрет оздрављених творница) која је склонија десници. Још понеки раднички синдикат, као и незапослени (piqueteros), старе радничке задруге и низ политичких скупина, такође је пружило подршку за такав облик преузимање власти у подузећима. У марту 2003. године, уз помоћ МНЕР-а, бивши радници луксузног хотела Бауен окупирали су зграду и преузели контролу над њом.
Једна од највећих тешкоћа с којим се покрет дотиче је однос и начин на који се класично (капиталистички вођена) управљане подузећа односе према преузетим/оздрављеним подузећима. Она у већини случаја из којекаквих разлога (а најчешће је то идеолошко непријатељство према самом принципу самоуправљања) не желе радити нити трговати с таквим друштвима, те их доводе у изолацију, а тако не могу опстати у тржној привреди. Таквим подузећима је засад најлакше радити с другим сличним подузећима у једној врсти алтернативног економског система и на тај начин управљати до критичне величине и снаге која ће им омогућити преговоре и тржишно надметање са уобичајеним капиталистичким подузећима.